# Герефорд Юнайтед
ФК «Герефорд Юнайтед» (англ. Hereford United Football Club) — колишній англійський футбольний клуб з міста Герефорд, заснований 1924 року та розформований у 2014 році. Виступав у Національній лізі. Домашні матчі приймав на стадіоні «Едгар Стріт», потужністю 5 000 глядачів.